# Kemal Küçükbay
Kemal Küçükbay (nascido em 23 de agosto de 1982) é um ciclista de estrada profissional turco que representou seu país na prova de estrada nos Jogos Olímpicos de Verão de 2012, em Londres.